# Lumière (Kino)
Das Lumière in Göttingen ist ein Kino mit einem Saal, sowie eine Veranstaltungs-Einrichtung für Vorträge, Ausstellungen, Theateraufführungen und Diskussionen mit Filmemachern. Die Räumlichkeiten des 1986 eröffneten Lichtspielhauses in der Geismar Landstraße 19 dienen zudem zur Ausrichtung von Kinderfilmfesten, Stummfilmfestivals und dem Europäischen Filmfestival Göttingen. Der vielfach ausgezeichnete Betreiber, die Film- und Kino-Initiative Göttingen, ist zudem Veranstalter des Open-Air-Kinos im Freibad Brauweg. Unter dem Motto „Andere Filme anders zeigen“ kooperiert das nach den Gebrüdern Lumière benannte Haus unter anderem etwa mit der Hilfsorganisation Ärzte ohne Grenzen und der Georg-August-Universität Göttingen.

## Geschichte
1980 hatte sich der Verein Film- und Kino-Initiative Göttingen mit anfangs 80 Mitgliedern gegründet mit dem Ziel, ein kommunales Kino in Göttingen zu etablieren. Doch erst nach jahrelanger Raumsuche konnte das Kino am Standort in der Geismarlandstraße in Betrieb genommen werden. Einer der Vereinsgründer, Wilfried Arnold, führte das Unternehmen dann als Geschäftsführer.
Weitere bekannte Mitarbeiter des Lumières sind beispielsweise die 1949 geborene Soziologin und Philosophin Elisabeth Quast sowie der 1939 geborene Filmregisseur und Filmkritiker Dieter Geißler.
Am 3. September 2020 eröffnete als zweite Spielstätte das Méliès (benannt nach dem Filmpionier Georges Méliès) in einer bereits längere Zeit ungenutzten und zu einem Kinosaal umgebauten ehemaligen Baptistenkirche in der Bürgerstraße 13am Göttinger Stadtwall.

## Europäisches Filmfestival Göttingen
Ebenfalls 1980 etablierte der Verein Film- und Kinoinitiative Göttingen e.V. das seitdem jährlich ausgerichtete Europäische Filmfestival Göttingen, zunächst noch unter dem Namen „Länderfilmtage“.  Dabei steht das Filmschaffen eines zuvor ausgewählten Landes Europas im Mittelpunkt. Zum Programm zählt regelmäßig eine Fotoausstellung und gegebenenfalls wechselnde Zusatzveranstaltungen. Regelmäßig stehen europäische Premieren, „Junges deutsches Kino“ und Kurzfilmprogramme unter dem Obertitel „Europe in Shorts“ auf dem Programm.
Für das von der nordmedia – Film- und Mediengesellschaft Niedersachsen/Bremen geförderte Europäische Filmfestival, das vom 24. November bis 3. Dezember 2017 auf 3 Leinwänden im Kino Lumière, im Alfred-Hessel-Saal in der Alten Universitätsbibliothek und im „Clubkino im ZHG“ angekündigt wurde, waren rund 40 Erstaufführungen in den Genres Spielfilme, Dokumentar- und Kurzfilme mit dem Schwerpunkt Italien eingeplant. Der Festivalleiter Helge Schweckendiek rechnete mit rund 3500 Besuchern, die den Film für den Publikumspreis Göttinger Liesel wählen konnten.

## Auszeichnungen
Das Lumière wurde sowohl für sein Programm als auch seine Kulturarbeit mit etlichen Preisen ausgezeichnet. Seit 1992 wurde dem Veranstalter jährlich der Niedersächsische Kinoprogrammpreis verliehen. Zu den auf Bundesebene verliehenen Preisen zählen der 2014 von der Deutschen Kinemathek in Berlin vergebene 1. Preis für Lumières „Kommunales und soziales Engagement vor Ort“.